# Sueca (jogo de cartas)
Sueca é um jogo de cartas bastante popular em Portugal, no Brasil e em Angola.
É um jogo de vazas para 4 pessoas. São 120 pontos em disputa e ganha a dupla que fizer mais de 60 pontos. "Bandeira" é o nome que se dá para a derrota em que a dupla derrotada não consegue fazer um ponto sequer.

## Requisitos
Os dois jogadores de cada dupla ficam sentados frente a frente.
São retiradas as cartas 8, 9 e 10, assim como o truco.
Joga-se no sentido anti-horário e cada jogador recebe 10 cartas, de modo que o baralho todo seja usado. 
Supondo uma mesa composta (no sentido contra-horário) por A, B, C e D, onde A e C formam uma dupla, e B e D outra: A baralha, C corta, D distribui e A começa. A cada rodada do jogo, a "mão" roda para a direita, fazendo então com que B baralhe, D corte, A distribua e B comece. 
O jogador que for o distribuidor de cartas poderá escolher se distribuirá as cartas começando por si ou se será o último a receber. Se escolher ser o último, começará distribuindo as cartas para sua direita. A sua última carta deve então ser virada para que todos possam ver e o naipe desta carta determina o naipe do trunfo. Caso escolha começar por si, a carta do trunfo deverá ser a primeira a ser virada do monte, distribuindo para a sua esquerda.

## Regras do Jogo
Lembra-se que a sueca, diferentemente do truco, é um jogo "calado"; parceiros não podem conversar entre si em nenhuma hipótese, sob pena de cancelar a ronda atual e iniciar outra. De nenhuma maneira é permitido que os parceiros mostrem suas cartas um para o outro, mas não há problema em mostrar suas cartas para o jogador seguinte se alguém assim o desejar (apesar da desvantagem estratégica). Não se pode colocar nenhuma carta em cima da mesa enquanto não for a sua vez de jogar.
O jogador determinado deve então iniciar o jogo colocando uma das suas cartas sobre a mesa. Esta carta define o naipe da jogada atual - puxada -(naipe que todos os jogadores deverão seguir). Quando todos os jogadores tiverem colocado suas cartas na mesa, aquele que colocou a carta mais alta "ganha" aquela vaza (nome que se dá a uma ronda de quatro cartas, da mesma forma que no jogo King). 
A cada vaza ganha, as cartas são viradas com seus valores para baixo (apenas depois que todos os jogadores possam ver que cartas foram jogadas) e guardadas em uma pilha separada por um dos membros da dupla que a ganhou. O jogador que colocou a carta mais alta então deve voltar o jogo, ou seja, colocar uma nova carta na mesa definindo uma nova puxada.
Não é permitido para olhar as cartas que já foram jogadas e que estão em cada monte de cartas usadas “exceto” do seu próprio monte. Além disso, também é apenas permitido olhar para as cartas que foram jogados na vaza, não podendo olhar para mais cartas do monte (ou seja, só se pode pode olhar para as últimas quatro cartas jogadas e que foram provenientes de uma vaza ganha pela própria equipa). 
Não é permitido comunicar com os jogadores da mesma equipa, a única exceção é apenas para perguntar qual é o trunfo.
Em determinado momento do jogo, se um jogador não possuir nenhum naipe da jogada atual (puxada), ele pode colocar uma carta de qualquer naipe na vaza. Se a carta que o jogador escolher for do naipe do trunfo, então o jogo está cortado, e irá para este jogador, a não ser que seu adversário corte mais alto, colocando uma outra carta de trunfo superior à primeira.
Nota-se no entanto que:
a)Todos os jogadores que ainda puderem, deverão obrigatoriamente seguir o naipe da puxada, independentemente do jogo ter sido cortado ou não
b)Se uma dupla desconfiar que seus adversários quebraram a regra "a", podem acusar renúncia por parte dos adversários.
Ao invocar o item "b", os acusadores podem rever vazas anteriores, na tentativa de provar que os adversários renunciaram. Se for comprovada a renúncia, os acusadores ganham o jogo automaticamente   
Variações possíveis:  
Se o primeiro jogador não tiver 10 pontos depois da distribuição das cartas pode mandar o jogo "abaixo" (ou seja, re-embaralhar todas as cartas e distribuí-las novamente).
Se o jogador na distribuição não obtiver 10 pontos mas obtém trunfos o jogo prossegue na sua normalidade.
Se um jogador de uma equipa obtiver os 4 ases, a outra equipa perde automaticamente.

## Valores das cartas e contagem de pontos
As cartas na sueca seguem uma hierarquia, e cada carta tem um valor associado a ela, que será contado no final de cada rodada (grupo de 10 vazas).
| Cartas | Nome / Valor                                |
| ------ | ------------------------------------------- |
|        | o Ás 11 Pontos                              |
|        | o sete (aka. a Bisca) 10 Pontos             |
|        | o Rei 4 Pontos                              |
|        | o Valete 3 Pontos                           |
|        | a Dama 2 Pontos                             |
|        | as restantes cartas (aka. a palha) 0 Pontos |

Lembra-se que o trunfo, por menor que seja, é maior que qualquer carta de outro naipe. Então conclui-se que numa vaza que contenha as cartas Ás de ouros, 7 de ouros, K de ouros e 2 de copas, se a puxada for ouros e o trunfo copas, o 2 de copas é a carta mais alta.
No total das 40 cartas, existem 120 pontos. Portanto, ao final das 10 vazas, cada dupla deverá contar quantos pontos obteve nas vazas em que foi vencedora, e aquela que obtiver 61 pontos ou mais terá ganho a rodada e portanto 1 ponto, pois obrigatoriamente terá mais pontos que o adversário.
Importante notar que o número de vazas ganhas não necessariamente tem relação com o número de pontos ganhos, pois uma vaza com as cartas 6, 5, 4, 3 e 2 não deu ponto nenhum para a dupla que a ganhou, por exemplo.
Se a dupla vencedora fez mais do que 90 pontos, o valor da vitória é de 2 pontos.
Se a dupla vencedora obtiver todos os 120 pontos, terá aplicado uma humilhante bandeira em seus adversários, e terá a vitória da partida automaticamente. Em algumas regiões, para que a bandeira seja caracterizada, é necessário que uma dupla vença todas as vazas, e não apenas todos os pontos.
Ao se configurar um empate em uma rodada (60-60), a próxima rodada valerá um ponto a mais do que o normal (Esta regra não é aplicável em todos os lugares, sendo o jogo pura e simplesmente anulado).
Gato é o nome dado a uma vitória por 4x0. E muito comum neste caso a dupla vencedora desenhar a figura da face de um gato na "cruz" da marcação.
No caso de uma equipe reverter uma desvantagem de 0x3 no placar, vencendo o jogo por 4x3, esta vitória é vulgarmente chamada no Brasil de Arrepio.
Chapéu é o nome dado a uma vitória por 4x1. Muito comum a dupla vencedora desenha na "cruz" da marcação a figura de um guarda-chuva unindo os pontos a partir do único ponto conquistado pelo adversário. Essa ação é muito popular no estado do Rio de Janeiro.